# هم‌سایه (مجموعه تلویزیونی)
هم‌سایه یک مجموعه تلویزیونی ایرانی به کارگردانی محمد حسین غضنفری، تهیه‌کنندگی علی پورکیانی و فیلمنامه‌ای از تهمینه بهرام و ارسلان امیری است. پخش این مجموعه از ۱۶ شهریور ۱۴۰۰ از شبکه سه سیما آغاز، و در ۲۶ مهر ۱۴۰۰ به پایان رسیده است.

## خلاصه داستان
این سریال در ژانر درام ( ملودرام – عاشقانه ) ساخته شده  این سریال سعی در نشان دادن دغدغه ها و مشکلات زندگی مهاجران افغانستانی به ایران را دارد… 

## بازیگران
- پیام دهکردی
- شقایق فراهانی
- امیر احمد قزوینی
- آزاده سیفی
- فرید سجادی‌حسینی
- مجید مظفری
- جلال فاطمی
- مائده طهماسبی
- محیا دهقانی
- شیدا خلیق
- اسماعیل خلج
- مریم کاظمی
- مهران رجبی
- رؤیا جاویدنیا
- ناصر سجادی‌حسینی
- جواد مولانیا
- شیرین ضابطیان
- رضا عموزاد
- شهلا اکبری
- ناهید عساکره
- رضا سخایی
- میلاد کروسی
- ایمان برات‌پور
- مهسان خداکرمی
- بشیر احمدنیک زاد
- رامین یحیی زاده
- سیدمحمد حسینی
- محسن مروی